# David Oliver

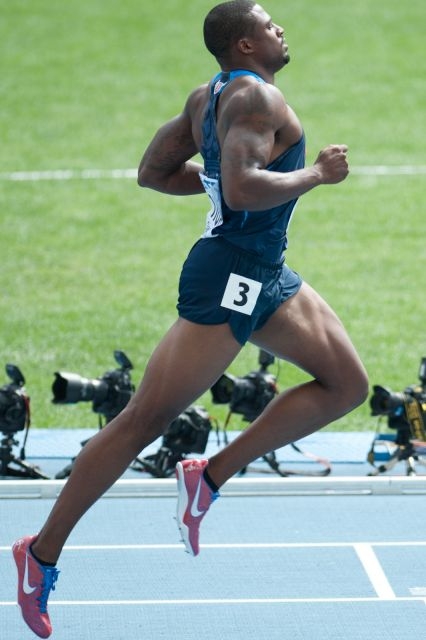
David Oliver in actie tijdens de WK 2011, Daegu.

David Oliver (Orlando, 24 april 1982) is een Amerikaanse hordeloper, die zich in de 110 m horden gespecialiseerd heeft. Hij was vanaf 3 juli 2010 enkele jaren Amerikaans recordhouder op dit atletiekonderdeel, eerst samen met Dominique Arnold en vanaf 16 juli 2010 tot 7 september 2012 alleen.

## Loopbaan

### Eerste successen
Zijn doorbraak maakte Oliver in 2006, toen hij zijn persoonlijk record verbeterde tot 13,29 s. Het jaar erop verbeterde hij zijn persoonlijk record tot 13,20 en won hiermee de 110 m horden tijdens de ISTAF Berlijn. In 2007 werd hij bij de Amerikaanse indoorkampioenschappen tweede en outdoor derde. Op de wereldkampioenschappen van 2007 in Osaka sneuvelde hij in de halve finale.

### Onder de dertien seconden
In 2008 werd David Oliver Amerikaans indoorkampioen op de 60 m horden. Op de wereldindoorkampioenschappen van 2008 in het Spaanse Valencia in 2008 werd hij uitgeschakeld in de halve finale van de 60 m horden. Aan het begin van het baanseizoen kwalificeerde hij zich met een persoonlijke recordtijd van 12,95 bij de Amerikaanse selectiewedstrijden voor de Olympische Spelen van Peking. In Peking won hij een bronzen medaille op de 110 m horden. Met een tijd van 13,18 finishte hij achter de Cubaanse wereldrecordhouder Dayron Robles (goud; 12,93) en zijn landgenoot David Payne (zilver; 13,17).

### Amerikaans recordhouder
In 2010 begon Oliver het jaar goed door op de WK indoor in Doha op de 60 m horden de bronzen medaille voor zich op te eisen in zijn persoonlijk beste tijd van 7,44 achter de ongrijpbare Dayron Robles (eerste in 7,34) en zijn landgenoot Terrence Trammell (tweede in 7,36).
Vervolgens evenaarde Oliver op 3 juli 2010 tijdens de Prefontaine Classic, de zesde wedstrijd in de Diamond League serie in Eugene, op de 110 m horden het record van zijn landgenoot Dominique Arnold van 12,90. Dit was tevens een evenaring van de twee na beste tijd ooit achter die van Dayron Robles (12,87) en Liu Xiang (12,88). Enkele weken later deed hij er bij een volgende Diamond League wedstrijd in Parijs zelfs nog een schepje bovenop en verbeterde hij zich verder tot 12,89. Zowel op de Amerikaanse recordlijst als op de wereldranglijst van de beste atleten ooit is hij nu Dominique Arnold gepasseerd.

### Lege handen
In 2011 veroverde David Oliver op de 110 m horden zijn derde Amerikaanse titel in vier jaar, waarna hij als medaillekandidaat afreisde naar de WK in Daegu. Daar viel hij echter buiten de prijzen in een zinderende finale, die verrassend door zijn landgenoot Jason Richardson in 13,17 werd gewonnen, vóór oud-olympisch kampioen Liu Xiang in 13,26. Europees kampioen Andy Turner scoorde net als Oliver 13,44, maar passeerde de finishlijn een fractie voor de Amerikaan, die met lege handen huiswaarts keerde.
Oliver woont in Kissimmee en studeerde aan de Howard University in Washington D.C., waar hij ook als Americanfootballspeler actief was. In 2004 sloot hij zijn studie marketing af met een BBA.

## Titels
- Wereldkampioen 110 m horden - 2013
- Amerikaans kampioen 110 m horden - 2008, 2010, 2011
- Amerikaans indoorkampioen 60 m horden - 2008

## Persoonlijke records
Outdoor
| Onderdeel    | Prestatie              | Datum        | Plaats |
| ------------ | ---------------------- | ------------ | ------ |
| 110 m horden | 12,89 s (ex-nat. rec.) | 16 juli 2010 | Parijs |

Indoor
| Onderdeel   | Prestatie | Datum            | Plaats    |
| ----------- | --------- | ---------------- | --------- |
| 50 m horden | 6,50 s    | 28 januari 2012  | New York  |
| 55 m horden | 7,01 s    | 11 februari 2012 | New York  |
| 60 m horden | 7,37 s    | 5 februari 2011  | Stuttgart |

## Palmares

### 60 m horden
- 2010:  WK indoor - 7,44 s

### 110 m horden
Kampioenschappen
- 2006: 5e Wereldatletiekfinale - 13,24 s
- 2008:  OS - 13,18 s
- 2008:  Wereldatletiekfinale - 13,22 s
- 2011: 4e WK - 13,44 s (in serie 13,27 s)
- 2013:  WK - 13,00 s (+0,3 m/s)

Golden League-podiumplekken
- 2006:  Golden Gala – 13,37 s
- 2006:  ISTAF – 13,25 s
- 2007:  Golden Gala – 13,36 s
- 2008:  ISTAF – 13,19 s
- 2008:  Weltklasse Zürich – 12,98 s

Diamond League-overwinningen
- 2010: Shanghai Golden Grand Prix – 12,99 s
- 2010: Prefontaine Classic – 12,90 s
- 2010: Meeting Areva – 12,89 s
- 2010: Herculis – 13,01 s
- 2010: Aviva London Grand Prix – 13,06 s
- 2010: Weltklasse Zürich – 12,93 s
- 2010:  Eindzege Diamond League
- 2011: Prefontaine Classic – 12,94 s
- 2013: Athletissima – 13,03 s
- 2013:  Eindzege Diamond League
- 2016: Meeting International Mohammed VI d'Athlétisme de Rabat - 13,12 s

## Prestatieontwikkeling
- 2000 14,24 (High School) Denver
- 2001 14,04 Tallahassee, Florida
- 2002 13,88 Baltimore, Maryland
- 2003 13,60 Sacramento, Californië
- 2004 13,55 Atlanta, Georgië
- 2005 13,29 Cuxhaven, Duitsland
- 2006 13,20 Dubnica, Slovakije
- 2007 13,14 Doha, Qatar
- 2008 12,95 Doha, Qatar
- 2009 13,09 Doha, Qatar
- 2010 12,89 Parijs, Frankrijk
- 2011 12,94 Eugene, Oregon
- 2012 13,07 Albi, Frankrijk
- 2013 13,00 Moskou, Rusland

## Onderscheidingen
- Jesse Owens Award - 2010